# أخيتوفيل
أخيتوفَل أو أخيتوفيل الجيلوني (بالعبرية: אחיתופל) معنى اسمه أخ الغباء أو أخ الجهل، هو إحدى الشخصيات التي ذكرت في الكتاب المقدس في العهد القديم في سفر صموئيل الأول، وهو كان من جيلوه من سبط يهوذا وقد كان أخيتوفيل أحد مستشاري داود، إلا أنه بعد ذلك ترك داؤد وقرر الانضمام إلى عصيان أبسالوم ابن داؤد، وأصبح أكثر المقربين له وكان هو أكثر من يحرضه على والده، بعد ذلك قرر داؤد إرسال صديقه القديم حشاي إلى أبسالوم وألذي حاول أن يبدو كجاسوس لداود ومستشار لأبسالوم، اختلف فيما بعد كل من حشاي و أخيتوفيل عن الهجوم ضد داود، حيث كان أخيتوفيل يطلب الهجوم السريع من أبسالوم ضد داود إلا أن حشاي حذر أبسالوم من ذلك وذكر أن أنصار داود سيكونون غاضبين بسبب العصيان مثل الدبة التي فقدت أبنائها، وفي إقتنع أبسالوم بكلام حشاي وأصبح مستشاره المقرب مما أدى إلى غضب أخيتوفيل من ذلك ليقدم على الانتحار شنقاً، يذكر أن انتحاره كان من الحالات الفريدة في العهد القديم وألذي منع الانتحار في شريعة موسى.